# Periodo (geocronologia)
Un periodo geologico è un'unità geocronologica utilizzata in geologia. È una delle suddivisioni della scala dei tempi geologici; solitamente tra un periodo e il successivo si registra un'estinzione in alcuni ordini del regno animale.
Un periodo rappresenta il tempo trascorso durante la formazione delle rocce che costituiscono il sistema corrispondente. Un periodo appartiene ad una determinata era geologica ed è diviso, al suo interno, in numerose epoche.

## Elenco dei periodi geologici
| Periodo geologico (Ma)       |
| ---------------------------- |
| Sideriano da 2500 a 2300     |
| Rhyaciano da 2300 a 2050     |
| Orosiriano da 2050 a 1800    |
| Statheriano da 1800 a 1600   |
| Calymmiano da 1600 a 1400    |
| Ectasiano da 1400 a 1200     |
| Steniano da 1200 a 1000      |
| Toniano da 1000 a 850        |
| Cryogeniano da 850 a 635     |
| Ediacarano da 635 a 542      |
| Cambriano da 542 a 488,3     |
| Ordoviciano da 488,3 a 443,7 |
| Siluriano da 443,7 a 416     |
| Devoniano da 416 a 359,2     |
| Carbonifero da 359,2 a 299   |
| Permiano da 299 a 251        |
| Triassico da 251 a 199,6     |
| Giurassico da 199,6 a 145,5  |
| Cretacico da 145,5 a 65,5    |
| Paleogene da 65,5 a 23,03    |
| Neogene da 23,03 a 2,588     |
| Quaternario da 2,588 a oggi  |